# Pácz Aladár
Pácz Aladár vagy az emigrációban használt írásmóddal Aladar Pacz (Csókás, 1882. január 11. – ?, Amerikai Egyesült Államok, 1938) amerikai magyar vegyészmérnök, feltaláló.

## Életútja
Felsőfokú tanulmányait 1900 és 1902 között a berlini műegyetemen kezdte meg, majd a kolozsvári egyetemen folytatta, ahol 1904-ben védte meg bölcsészdoktori értekezését Újabb uránvegyületek címmel. Az ezt követő évben, 1905-ben az Amerikai Egyesült Államokba emigrált, ahol csakhamar a General Electric mérnöke lett. Az 1920-as évek elején megvált a cégtől, és ohiói otthonában saját fémipari vállalkozásba fogott.

## Munkássága
Nevéhez fűződik az izzás közben is alaktartó volfrám duplaspirál izzószál feltalálása és szabadalmaztatása (1917), amellyel utat nyitott az egyszeresen tekercselt izzólámpa nagyipari előállítása előtt. Az 1920-as években szabadalmaztatta másik jelentős találmányát, az alumínium-szilícium ötvözetek nemesítését lehetővé tevő eljárást, valamint az alpax néven ismert sziluminötvözetet, amely – más alumíniumöntvényektől eltérően – kisebb hőtágulási együtthatója révén lehűléskor sem zsugorodik számottevően, egyúttal húzási szilárdsága is nagyobb. Számos találmánya közül 1913 és 1937 között mintegy százra jegyeztetett be szabadalmat.